# Anton Heuberger
Anton Heuberger (* 20. Februar 1942 in München; † 3. Februar 2011) war ein deutscher Ingenieur und Physiker.
Heuberger studierte an der Fakultät für Maschinenwesen und Elektrotechnik der Technischen Universität München, wo er 1973 mit einer Arbeit über den Einfluss des Absorptionsortes von γ-Quanten [Gamma-Quanten] auf die Energieauflösung diffundierter Halbleiterdetektoren mit innerer Verstärkung promoviert wurde. 
Heuberger war von 1993 bis 2007 Leiter des Fraunhofer-Instituts für Siliziumtechnologie in Itzehoe. Daneben bekleidete er den Lehrstuhl für Halbleitertechnik der Christian-Albrechts-Universität zu Kiel.
Heuberger war Mitglied der Deutschen Akademie der Technikwissenschaften (Acatech).

## Ehrungen
- 1988: Forschungspreis der Philip Morris Stiftung
für die Entwicklung der Röntgenstrahllithographie und der Mikrostrukturtechnik
- 2007: Verdienstkreuz am Bande der Bundesrepublik Deutschland